# Dimen Abdulla
Dimen Abdulla, född 24 mars 1984, är en svensk dramatiker.

## Biografi
Dimen Abdulla examinerades från Stockholms dramatiska högskolas utbildning i dramatik och dramaturgi 2015. Dessförinnan hade hon studerat på Kungliga Konsthögskolan. Hennes debut, monologen På alla fyra som uppfördes av Stockholms stadsteater 2014 valdes ut till Scenkonstbiennalen 2015 i Malmö och ungdomspjäsen Revolution som uppfördes av Ung scen/öst 2015 valdes ut till scenkonstbiennalen Bibu för barn och unga i Helsingborg 2016. 2015 utsågs hon till Radioteaterns första husdramatiker i ett år.

## Uppsättningar
- 2014 På alla fyra, Stockholms stadsteater
- 2014 Kärleken är fri, Folkteatern i Gävleborg, regi Michael Cocke, med bl.a. Susan Taslimi
- 2015 Revolution, Ung scen/öst (Östgötateatern), regi Malin Axelsson
- 2015 Och någon blev inte knivhuggen, Lule Stassteater, regi Klara Bendz
- 2015 X av Dimen Abdulla, Erik Uddenberg, Farnaz Arbabi, m.fl, Unga Klara, Stockholm, regi Farnaz Arbabi
- 2016 NomNomNom, Dramaten, regi Natalie Ringler
- 2016 Självporträtt, Radioteatern, regi Roxy Farhat & Zhala Rifat